# Steens (Hofbieber)
Steens ist ein auf etwa 600 m NHN Höhe gelegener Weiler des Ortsteils Elters der Gemeinde Hofbieber im Landkreis Fulda in Hessen. Die ehemals selbständige Gemeinde kam am 1. August 1968 zu Elters und am 31. Dezember 1971 mit dieser zu Hofbieber.

## Geographische Lage
Der Ort befindet sich 15 km südöstlich von Hünfeld, südöstlich von Elters, am südöstlichen Rand der Gemeinde Hofbieber an der von Nordwest nach Südost verlaufenden Kreisstraße K29 nach Dörmbach. Steens liegt in der Milseburger Kuppenrhön im Naturpark Hessische Rhön in einem Hochtal, das nordöstlich vom 670,3 m hohen Bomberg, südlich von den 657,5 m hohen Oberbernhardser Köpfe und westlich vom 684,7 m hohen Hohlstein umgeben ist.
Der markante Gipfel der Milseburg, mit Resten des Oppidums Milseburg, dem Burgstall Milseburg (Liedenküppel), der Gangolfskapelle und der bekannten Milseburghütte mit Justus-Schneider-Denkmal, befindet sich in etwa fünf Kilometer Entfernung südlich des Weilers. Das Hochtal um Steens entwässert über die dort entspringende Nässe in Richtung Norden.  
Nahe dem Ort findet sich im Nephelinbasanit, einem vulkanischen Alkaligestein, das seltene Mineral Rhönit.

## Geschichte
Der kleine Weiler ist seit 1535 urkundlich. 1543 werden vier Personen für den Weiler genannt. Das bleibt bis um 1800 nahezu konstant. 1787 war der Weiler dem Amt Bieberstein der Fürstabtei Fulda zugehörig. Steens besitzt bis heute eine eigene Gemarkung. Mit den Napoleonischen Kriegen kam es von 1803 bis 1806 zum kurzlebigen Fürstentum Nassau-Oranien-Fulda, unterstand 1806 bis 1810 der Militärverwaltung im Fürstentum Fulda, kam von 1810 bis 1813 an das Großherzogtum Frankfurt, Departement Fulda im Distrikt Bieberstein, und wurde 1812 der Munizipalität von Elters zugeordnet und eingemeindet. 1816 kam es zum Kurfürstentum Hessen. 1822 ist das Landgericht Fulda zuständig.
Am 1. Juli 1850 wurde der Weiler aus Elters wieder ausgegliedert und erneut selbständig. 1867 wurde der Ort preußisch und als Teil der Provinz Hessen-Nassau im Regierungsbezirk Kassel im Landkreis Fulda eingeordnet. 1885 von 43 Personen bewohnt, wurden 1961 nur noch 32 Personen ausgewiesen. 1900 wurden Elters und Steens, obwohl noch rechtlich selbständig, zu einem gemeinsamen Bürgermeisterbezirk vereinigt. Bei der Jahresbesoldung des gemeinsamen Bürgermeisters hatte Elters 120 und Steens 18 Reichsmark beizusteuern.
Der Ort wurde im Zuge der beginnenden hessischen Gebietsreform 1968 wieder nach Elters als Ortsteil eingemeindet und kam mit diesem 1971 in die neugebildete Großgemeinde Hofbieber, ohne weiter als Ortsteil zu gelten.
Der Weiler liegt zu gleichen Teilen südwestlich und nordöstlich der Kreisstraße, gegliedert in vier Hofgruppen.
Zum Weiler zählt auch das Lothar-Mai-Haus etwa 300 Meter südsüdöstlich, 40 Meter höher als Steens, am Waldrand gelegen und über die gleichnamige Straße in Steens erreichbar. Es ist heute ein Berghotel. Zu Beginn der 1950er Jahre als Lothar-Mai-Hütte für den Namensgeber, dem damaligen Leiter des Bundesbahn-Ausbesserungswerks in Fulda, errichtet, wurde es 1991 von den Gebrüdern Rabenseifner erworben und ausgebaut. 1999 kam ein Hotelkomplex dazu.
Über einen Wald-Parkplatz in Richtung Elters lassen sich von Steens aus mehrere Höhen- und Rundwanderwege durch den Naturpark erwandern. Der Premiumwanderweg Der Hochrhöner führt westlich am Weiler vorbei.